# Saint-Crépin (Charente-Maritime)
Saint-Crépin – miejscowość i gmina we Francji, w regionie Nowa Akwitania, w departamencie Charente-Maritime. Nazwa miejscowości pochodzi od imienia św. Kryspina.
Według danych na rok 1990 gminę zamieszkiwało 237 osób, a gęstość zaludnienia wynosiła 17 osób/km² (wśród 1467 gmin regionu Poitou-Charentes Saint-Crépin plasuje się na 765. miejscu pod względem liczby ludności, natomiast pod względem powierzchni na miejscu 636.).